# Gumbsweiler
Gumbweiler ist ein Ortsteil der im rheinland-pfälzischen Landkreis Kusel liegenden Ortsgemeinde St. Julian. Bis 1969 war der  Ort eine selbständige Gemeinde. Er verfügt jedoch nicht über den rechtlichen Status als Ortsbezirk.

## Lage
Der Ort liegt im Nordpfälzer Bergland unmittelbar am orografisch rechten Ufer des Glan. Wenige 100 Meter nordöstlich erstreckt sich bereits das Siedlungsgebiet des Kernortes von St. Julian. Zu Gumbsweiler gehört außerdem noch der Weiler Schrammenmühle.

## Geschichte
Von 1798 bis 1814 unterstand Gumbsweiler der Mairie Hundheim im französischen Kanton Lauterecken.
1928 hatte der Ort 571 Einwohner, von denen alle evangelisch waren und in 94 Wohngebäuden lebten. Bis 1939 gehörte Gumbsweiler zum Bezirksamt Kusel, ehe der Ort danach dem neu gebildeten Landkreis Kusel zugeschlagen wurde. Im Zuge der rheinland-pfälzischen Funktional- und Gebietsreform wurde Gumbsweiler am 7. Juni 1969 nach Sankt Julian eingemeindet.

## Kultur
Die Bewohner pflegen überwiegend lange anhaltende Traditionen. Am jährlich stattfindenden Johannistag ist es üblich, einen Spaziergang durch den Ort zu machen und dabei zu singen. Dabei werden zudem Eier und Wein gesammelt. Weitere örtliche Bräuche sind unter anderem das sogenannte „Gehansenacht-Singen“ und das Spielen einer Mandoline. Letzteres wird in Gumbsweiler vor allem seit den 1960er Jahren praktiziert. Daraus entwickelte sich in der Folgezeit das Gumbsweilerer Mandolinenorchester, das inzwischen überregionale Bekanntheit genießt. Vor Ort existiert zudem noch der Gesang- und Musikverein Gumbsweiler.

## Infrastruktur
Durch den Ort führt die Bundesstraße 420. Ausschließlich innerhalb der Gemeinde St. Julian Ortes verläuft die in Gumbsweiler beginnende Kreisstraße 26. Die Kreisstraße 27 beginnt ebenfalls vor Ort und verläuft bis nach Welchweiler.
1904 erhielt der Ort durch Eröffnung die vor allem aus strategischen Gründen gebaute Glantalbahn. Der für die Gemeinde zuständige Bahnhof befand sich im Nachbarort St Julian, der aus diesem Grund bis 1912 den Namen St. Julian-Gumbweiler trug. 1985 wurde der Personenverkehr eingestellt. Seither ist der Bahnhof Lauterecken-Grumbach an der Lautertalbahn die nächstgelegene Bahnstation.
Gumbsweiler, das früher vier Mühlräder aufwies, verfügt über eine noch heute in Betrieb befindliche Getreidemühle aus dem Jahr 1546. Zudem existiert eine Dorfwirtschaft, die 1888 eröffnet wurde. Mit der örtlichen protestantischen Kirche verfügt Gumbsweiler über ein Kulturdenkmal. Noch Anfang des 20. Jahrhunderts verfügte Gumbsweiler über ein Posthaus und eine protestantische Schule.